# Dana Vollmer
Dana Whitney Vollmer (Syracuse, 13 de noviembre de 1987) es una deportista estadounidense que compitió en natación, especialista en los estilos libre y mariposa.
Participó en tres Juegos Olímpicos de Verano, obteniendo en total siete medallas, oro en Atenas 2004, en 4 × 200 m libre, tres oro en Londres 2012, en 100 m mariposa, 4 × 200 m libre y 4 × 100 m estilos, y tres en Río de Janeiro 2016, oro en 4 × 100 m estilos, plata en 4 × 100 m libre y bronce en 100 m mariposa.
Ganó ocho medallas en el Campeonato Mundial de Natación entre los años 2007 y 2013, cinco medallas en el Campeonato Mundial de Natación en Piscina Corta, en los años 2004 y 2010, y seis medallas en el Campeonato Pan-Pacífico de Natación entre los años 2006 y 2010.

## Palmarés internacional
| Juegos Olímpicos                    | Juegos Olímpicos              | Juegos Olímpicos  | Juegos Olímpicos  |
| Año                                 | Lugar                         | Medalla           | Prueba            |
| ----------------------------------- | ----------------------------- | ----------------- | ----------------- |
| 2004                                | Atenas (Grecia)               | Medalla de oro    | 4 × 200 m libre   |
| 2012                                | Londres (Reino Unido)         | Medalla de oro    | 100 m mariposa    |
| 2012                                | Londres (Reino Unido)         | Medalla de oro    | 4 × 200 m libre   |
| 2012                                | Londres (Reino Unido)         | Medalla de oro    | 4 × 100 m estilos |
| 2016                                | Río de Janeiro (Brasil)       | Medalla de oro    | 4 × 100 m estilos |
| 2016                                | Río de Janeiro (Brasil)       | Medalla de plata  | 4 × 100 m libre   |
| 2016                                | Río de Janeiro (Brasil)       | Medalla de bronce | 100 m mariposa    |
| Campeonato Mundial                  |                               |                   |                   |
| Año                                 | Lugar                         | Medalla           | Prueba            |
| 2007                                | Melbourne (Australia)         | Medalla de oro    | 4 × 200 m libre   |
| 2009                                | Roma (Italia)                 | Medalla de plata  | 4 × 200 m libre   |
| 2009                                | Roma (Italia)                 | Medalla de bronce | 200 m libre       |
| 2011                                | Shanghái (China)              | Medalla de oro    | 100 m mariposa    |
| 2011                                | Shanghái (China)              | Medalla de oro    | 4 × 100 m estilos |
| 2011                                | Shanghái (China)              | Medalla de plata  | 4 × 100 m libre   |
| 2013                                | Barcelona (España)            | Medalla de oro    | 4 × 100 m estilos |
| 2013                                | Barcelona (España)            | Medalla de bronce | 100 m mariposa    |
| Campeonato Mundial en Piscina Corta |                               |                   |                   |
| Año                                 | Lugar                         | Medalla           | Prueba            |
| 2004                                | Indianápolis (Estados Unidos) | Medalla de oro    | 4 × 200 m libre   |
| 2004                                | Indianápolis (Estados Unidos) | Medalla de bronce | 200 m libre       |
| 2010                                | Dubái (EAU)                   | Medalla de plata  | 4 × 100 m libre   |
| 2010                                | Dubái (EAU)                   | Medalla de plata  | 4 × 100 m estilos |
| 2010                                | Dubái (EAU)                   | Medalla de bronce | 100 m mariposa    |
| Campeonato Pan-Pacífico             |                               |                   |                   |
| Año                                 | Lugar                         | Medalla           | Prueba            |
| 2006                                | Victoria (Canadá)             | Medalla de oro    | 4 × 200 m libre   |
| 2010                                | Irvine (Estados Unidos)       | Medalla de oro    | 100 m mariposa    |
| 2010                                | Irvine (Estados Unidos)       | Medalla de oro    | 4 × 100 m libre   |
| 2010                                | Irvine (Estados Unidos)       | Medalla de oro    | 4 × 200 m libre   |
| 2010                                | Irvine (Estados Unidos)       | Medalla de oro    | 4 × 100 m estilos |
| 2010                                | Irvine (Estados Unidos)       | Medalla de plata  | 100 m libre       |